# Émerson Carvalho da Silva
Émerson Carvalho da Silva (født 5. januar 1975) er en tidligere brasiliansk fodboldspiller.

## Brasiliens fodboldlandshold
| Brasiliens landshold | Brasiliens landshold | Brasiliens landshold |
| År                   | Kmp                  | Mål                  |
| -------------------- | -------------------- | -------------------- |
| 2000                 | 3                    | 0                    |
| Total                | 3                    | 0                    |